# Michał Stachowicz

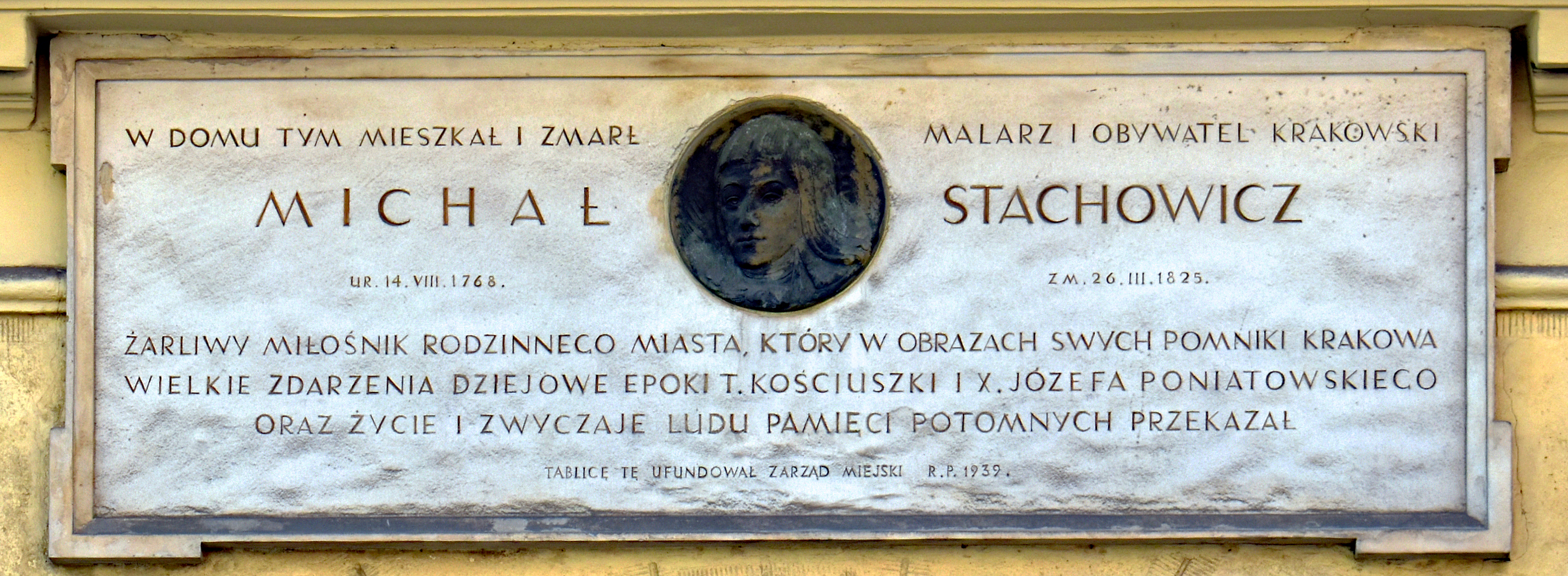
Tablica pamiątkowa na kamienicy przy ulicy Grodzkiej 15

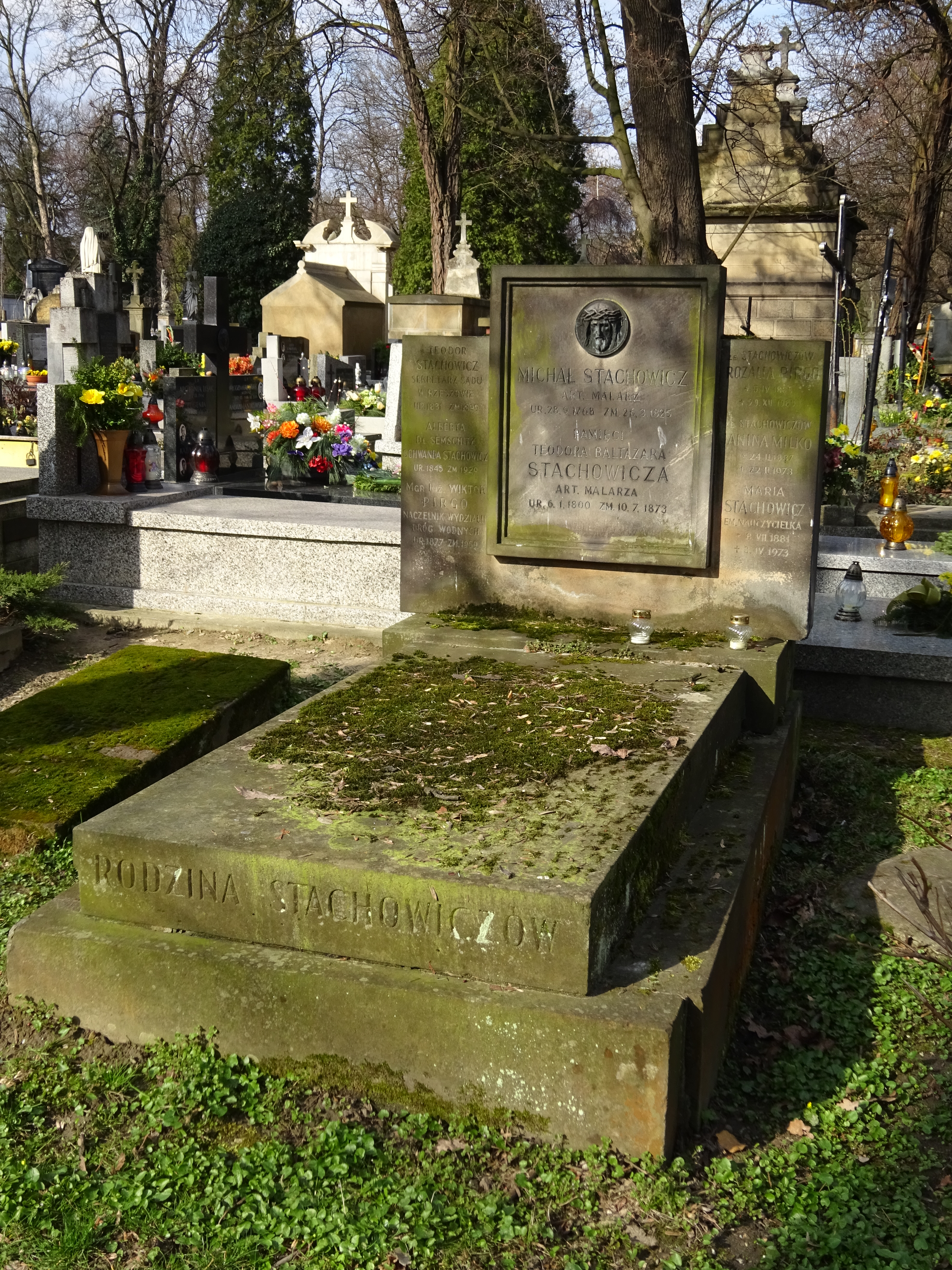
Grób Michała Stachowicza na cmentarzu Rakowickim w Krakowie

Michał Stachowicz (ur. 14 sierpnia 1768 w Krakowie, zm. 26 marca 1825 tamże) – polski malarz i grafik epoki romantyzmu.

## Życiorys
Ojciec Michała Stachowicza był znanym krakowskim drukarzem, księgarzem i introligatorem. W 1782 rozpoczął naukę rysunku w cechu malarzy, początkowo u Franciszka Ignacego Molitora, a następnie u Kazimierza Mołodzińskiego. W 1787 wyzwolił się na malarza cechowego i stał się członkiem tego cechu. Od roku 1817 do śmierci uczył rysunku w liceum św. Barbary. Był członkiem Komitetu Budowy Kopca Kościuszki i Towarzystwa Naukowego Krakowskiego.
Mieszkał i zmarł w domu przy ulicy Grodzkiej 15 w Krakowie, co upamiętnia tablica autorstwa Karola Hukana (z roku 1939). Pochowany na cmentarzu Rakowickim; ulica na Półwsiu Zwierzynieckim nosi jego imię.

## Twórczość
Malował obrazy przedstawiające wydarzenia historyczne jak Przysięga Kościuszki na rynku w Krakowie, Wjazd księcia Józefa Poniatowskiego do Krakowa w roku 1809, sceny rodzajowe, portrety, obrazy religijne, jak stacje drogi krzyżowej przy klasztorze Reformatów w Krakowie i dwa obrazy ołtarzy bocznych w kościele w Jangrocie. W 1816 otrzymał zamówienie od biskupa Jana Pawła Woronicza na malowidła ścienne w Pałacu Biskupim w Krakowie, które ukończył dwa lata później (uległy zniszczeniu podczas pożaru pałacu w 1850). W 1818 wykonał kopie rysunków grobów na Wawelu, które Sebastian Alojzy Sierakowski przesłał wraz z dedykacją prezesowi Komisji Rządowej Wyznań Religijnych i Oświecenia Publicznego Stanisławowi Kostce Potockiemu. Na zlecenie Sierakowskiego od 1820 przez rok tworzył dekorację auli Collegium Maius Uniwersytetu Jagiellońskiego, które przedstawiały dzieje uczelni. Michał Stachowicz był również litografem i ilustratorem między innymi do Monumenta regum Poloniae Cracoviensia, zajmował się również akwafortą. Jego autorstwa jest obraz Wniebowzięcie w ołtarzu głównym kościoła Kamedułów oraz 4 obrazy z cyklu „Dzieje Wandy” przechowywane w opactwie mogilskim.

## Galeria

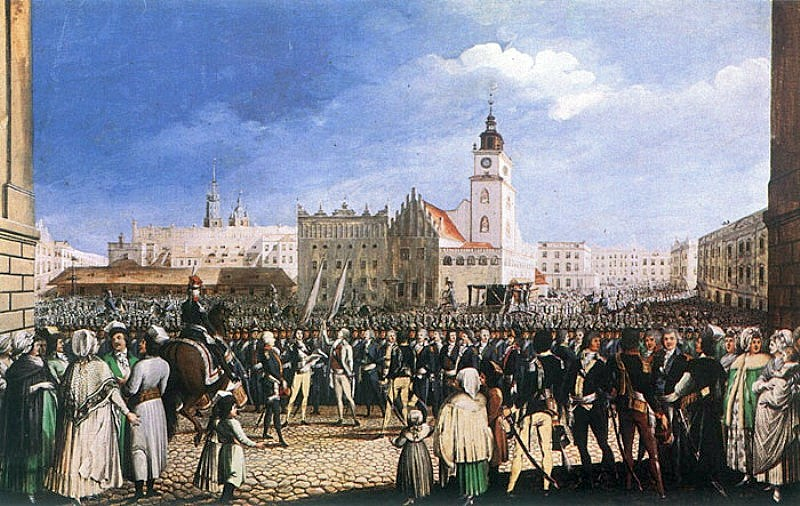
Przysięga Tadeusza Kościuszki na rynku w Krakowie – gwasz z 1804
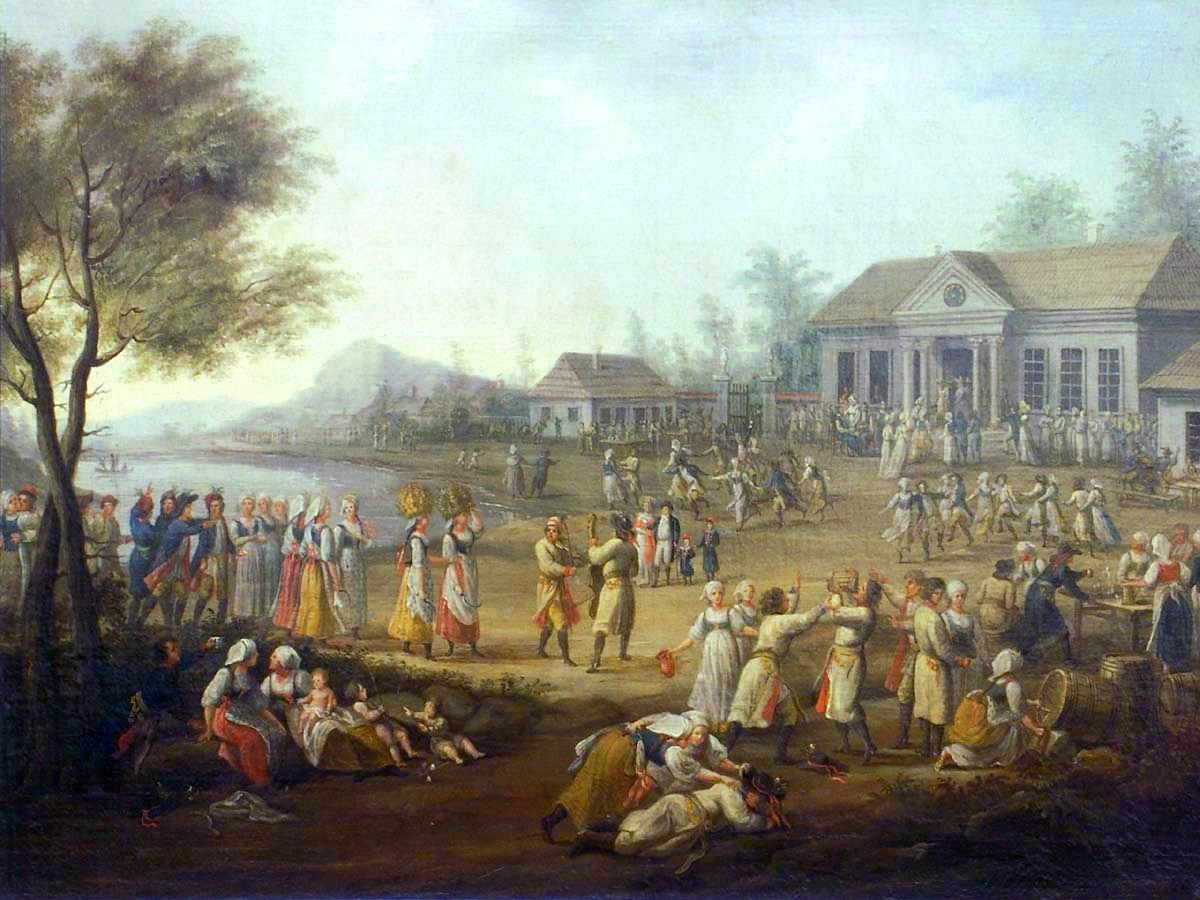
Dożynki – obraz z 1821